# 遼寧広播電視塔

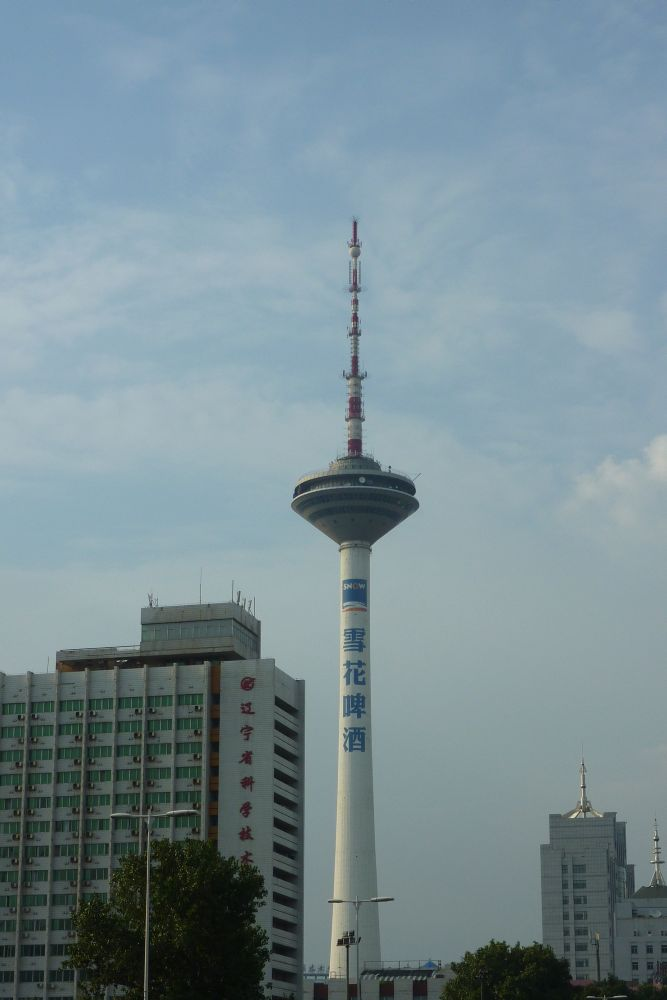
遼寧広播電視塔

遼寧広播電視塔（りょうねいこうはんでんしとう、辽宁广播电视塔）は、中国遼寧省瀋陽市瀋河区彩塔街1号に位置する電波塔。通称電塔、彩電塔、テレビ塔、彩塔。
頂点までの高さは305.5m。主にテレビ電波アンテナ用と展望台観光用に使われる。展望台は露天と室内の2つがあり、露天は205.65m、室内は193.4mの高さである。展望台からは、瀋陽市街のビル群や瀋陽故宮、瀋陽市街の北に位置する北陵公園、瀋陽市街の南を流れる渾河などが一望できる。